# ساپوتالین
ساپوتالین (به انگلیسی: Sapotalin) یک ترکیب شیمیایی با شناسه پاب‌کم ۱۰۱۲۹۷ است.